# Старость, Саша
Саша Старость (род. в 1988 году) — российская художница и музыкант, активистка, основательница самоадвокатского движения «Психоактивно», выступающего за просвещение в области психиатрии и психического здоровья, защиту прав и поддержку людей с психическими отклонениями.
В интервью заявляла, что является сертифицированной специалисткой по поведенческой терапии, прикладному анализу поведения, системе альтернативной и дополнительной коммуникации PECS (англ. Picture exchange communication system), также работает синхронным переводчиком с английского языка в сфере психиатрии и аутизма.
Афиширует свои психические расстройства. По её словам, в разное время ей были поставлены диагнозы биполярное аффективное, тревожное и фобическое расстройства, параноидная шизофрения и шизоаффективное расстройство (с сохранностью умственных способностей).
Деятельность Саши Старость неоднократно освещалась в СМИ. 4 мая 2018 года был опубликован 15-минутный выпуск на телеканале «РБК», посвящённый деятельности «психоактивистов», где она стала приглашённым гостем вместе со своей соратницей Алёной Агаджиковой.
Наряду с именем Саша Старость, в некоторых материалах об активистке упоминается псевдоним Taniec Wojenny, что можно перевести с польского языка как «танец войны» (ритуал, выполняемый в некоторых культурах перед военными действиями).

## Акционизм и перформанс

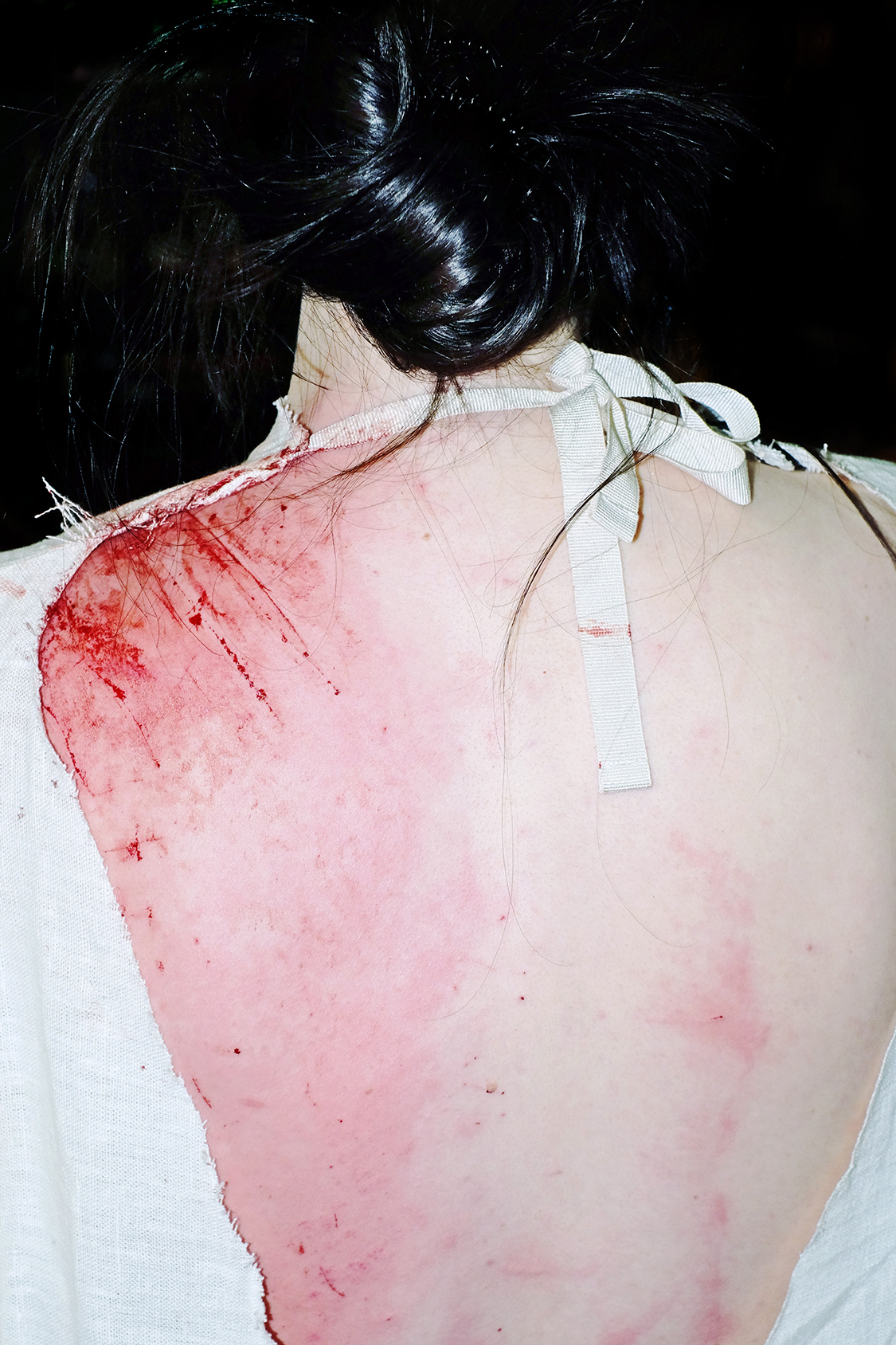
Спина Саши Старость после выступления «Милость к падшим» на перформансе «Я горю» 28 февраля 2018 года в Москве. Автор фотографии Алёна Агаджикова

28 февраля 2018 года в московском независимом театре документальной пьесы «Театр.doc» прошёл показ перформанса «Я горю», инициированный художницей Катрин Ненашевой, посвящённый «социальному, культурному и политическому выгоранию». Заключительным действием перформанса стало выступление Саши Старость, которая бичевала себя хлыстом до крови. Она говорила, что её выступление называлось «Милость к падшим». В материале от журнала «Афиша» от 13 марта 2018 года, посвящённом Саше Старость, она говорила об этом выступлении: «Самая простая трактовка моей работы — самобичевание, которым занимается любой человек, находящийся в угнетённой группе. Его заставляет этим заниматься и система, и чувства внутри: от самоненависти до страха перед той своей частью, которая ненормальна». По её словам, выступление продлилось недолго, потому что сочувствующие зрители отобрали у художницы плётку. Также она сказала, что познакомилась с Катрин Ненашевой на этом перформансе.
Саша Старость входит в состав творческой группы «Перезаgruzка», позиционирующей себя как «музыкальная группа года, которая пока делает акции и ставит спектакли». Помимо неё, в группе участвуют художница-акционист Катрин Ненашева, перформер Полина Андреевна и «демиург» Стас Горев. 8 марта 2019 года участницы группы провели в центре Москвы акцию «На: память» в честь Международного женского дня. Участницы акции обменивали у прохожих слепки интимных частей тел женщин, переживших насилие в закрытых учреждениях (отделениях полиции, больницах, психоневрологических интернатах), на деньги и любые предметы произвольной ценности. На коробке со слепками были надписи следующего содержания: «Сосок пыточного тела», «Акция — часть пыточного тела по скидке». Прохожие отказывались принимать слепки и избегали контакта, кто-то реагировал агрессивно, но некоторые останавливались и прислушивались. В итоге слепки удалось обменять на 1800 рублей, хлеб, воду, серьги, конфеты, карту «Тройка» и ключи от наручников. Ненашева говорила об этой акции:
Насилие в закрытых институтах над женщинами совершают не только мужчины — это успешно делают люди самых разных статусов, возрастов, гендеров и профессий. Увы, нередко такое насилие остаётся безнаказанным, а поэтому часто остаётся в тени. <...> Слепки частей тел, носящих на себе печать пережитого, — маленькая память, олицетворяющая и фиксирующая опыт, о котором принято молчать.

## Театр

### Предыстория
В сентябре 2018 года московская художественная «Галерея на Солянке» отменила персональную выставку Катрин Ненашевой. По сообщению галереи, «в сложившейся общественной ситуации» показ выставки «невозможен — по не зависящим от Солянки обстоятельствам». Выставка под названием «Груз 300. Коллажи переживаний» должна была пройти с 15 сентября по 7 октября. По замыслу художницы, люди, перенёсшие пытки, их родители и близкие должны были рассказать свои истории через перформанс. В материале от издания Wonderzine от 29 марта 2019 года про проект «Груз 300» Саша Старость рассказала, что готовила большой музыкальный саундтрек вместе со Стасом Горевом для данной выставки. В том же материале Ненашева сказала, что после отмены выставки «единственной возможностью продолжать высказывание была уличная акция».

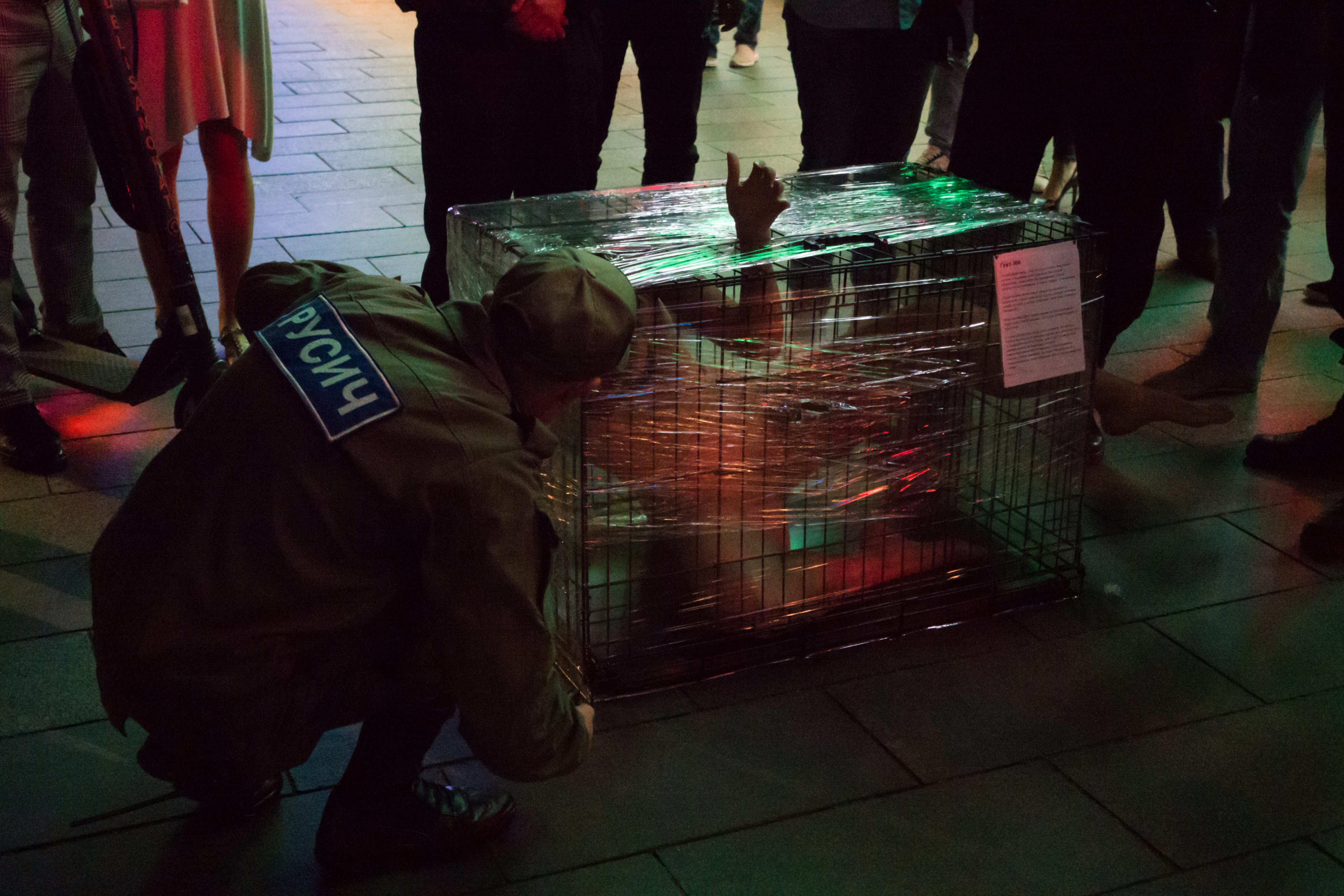
Катрин Ненашева во время проведения уличной акции «Груз 300» на Новом Арбате 17 сентября 2018 года в Москве. Автор фотографии Наталия Буданцева

17 сентября 2018 года в Москве Сашу Старость и Катрин Ненашеву задержали сотрудниками полиции во время проведения уличной акции против пыток «Груз 300». Акция проводилась на Новом Арбате. Ненашева была заперта в обёрнутой полупрозрачной плёнкой клетке, на которой была прикреплена надпись следующего содержания:
В этой клетке тело. Тело, которое пытали. Пытки в России происходят ежедневно — за закрытыми дверями тюрем, полицейских участков, психоневрологических интернатов, психиатрических больниц. Когда меня пытали, я ощущала себя одинокой, бессильной, потерянной, сжавшейся. Я была абсолютно беспомощной. А самое главное — невидимой. Таких — невидимых людей — в России сотни. <…> После травмы пыток очень сложно встраиваться в реальность: пытки становятся грузом, который ты носишь в себе, на себе, с собой. Твой опыт, твое тело становятся Грузом-300.
На художниц был составлен протокол по статье об организации акции без подачи уведомления (ч. 2 ст. 20.2 КоАП), после чего они остались на ночь в отделе полиции до суда.
Позже проект «Груз 300» стал больше, включив в себя нескольких равноправных участников. На начало 2019 года в их число входили Саша Старость, Катрин Ненашева, музыкант Стас Горев, документалист Артем Материнский, психолог Олеся Гудкова, перформер Полина Андреевна, которые не только проводят акции, но и ставят спектакли.

### Иммерсивный спектакль «Груз 300 № 2»
24 февраля 2019 года в Москве в пространстве «Модуль лофт» прошёл показ иммерсивного спектакля «Груз 300 № 2» (иммерсивные постановки — те, где зрители могут свободно взаимодействовать с актёрами и декорациями, целиком погружаясь в историю).

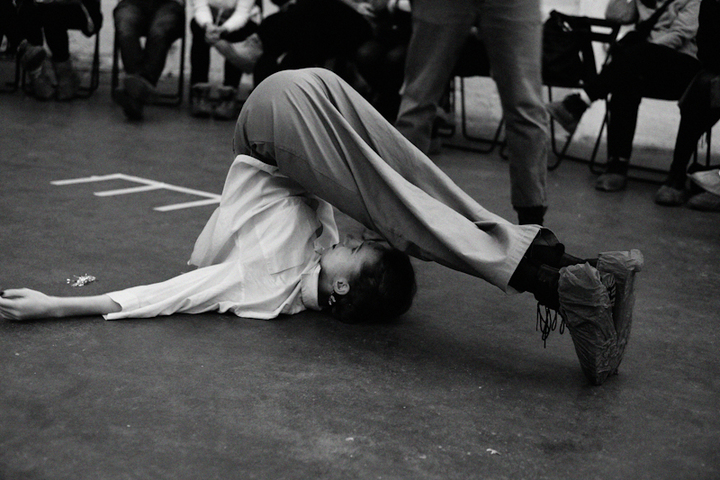
Игра в «шавку» на показе иммерсивного спектакля «Груз 300 № 2» 24 февраля 2019 года в Москве. Автор фотографии Алёна Агаджикова

В материале на сайте фонда «СПИД.Центр» авторства Ильи Панина подробно описывается устройство постановки. По словам автора, зал был поделён на несколько зон малярным скотчем, в каждой зоне располагался один актёр, и они по очереди рассказывали историю Руслана Сулейманова — бывшего заключённого, который публично рассказал о пытках в омском СИЗО.
После этого начиналась игра в «шавку». Зрителей рассадили в круг, затем приглашали случайным образом в центр круга по паре человек из тех, кто согласился на игру в самом начале, не зная правил. Их имена были записаны на отрывках бумаги, которые вытягивали из мешка. Правила заключались в том, что одному человеку из пары, выбранному первым, предлагалось приказывать второму и унижать его произвольным образом с возможностью оказывать как психологическое, так и физическое давление, а второму предлагалось подчиняться. На каждую пару отводилась ровно 3 минуты. В игре участвовали и актёры: как со зрителями, так и друг с другом.
Тем, кто отказывался от игры, предлагалось либо уйти, либо остаться и стоять с табличками с надписями: «Я просто смотрю на насилие». Были те, кто пытались прервать игру, но неудачно, а также те, кто приняли правила и пользовались ими в полной мере. К концу игру осталось не больше четверти зрителей.
Саша Старость так прокомментировала постановку:
Мы понимали, что форма обычного спектакля, даже документального, — не наш формат. <…> Нам было важно сделать действие именно иммерсивным, когда зритель одновременно является и участником спектакля. Детская игра очень репрезентативна и иллюстративна. Она показывает, насколько много даже в самом раннем возрасте мы делаем того, что включает взаимодействия, построенные на доминации, иерархии, структуре. А это уже не только про личностное насилие, но и про будущее структурное и институциональное насилие.
Катрин Ненашева сказала:
Еще один аспект работы со зрителями — инициация насилием. <…> Тот, кто умеет работать с агрессивной внешней насильственной ситуацией, сможет найти способ, как себя сохранить. Мы даём человеку возможность найти ключ, выход, понять: а что будешь делать ты.
Также, по её словам, большое значение в данной игре имеет «бунт», когда один или несколько зрителей пытаются прервать игру, но на тот момент никому не получилось это сделать удачно, потому что протестные группы были плохо организованы.
Одна из зрительниц так отозвалась о постановке: «Проблема современного дискурса заключается в том, что в него не вписывается рефлексия о насилии. <…> Я твёрдо убеждена, что „Груз 300“ — та самая встряска, которая необходима обществу, чтобы проснуться». Но в адрес постановки также звучала и критика. После показа 31 марта в Санкт-Петербурге одна из зрительниц выразила недовольство в социальных сетях тем, что она и её подруга получили пощёчины при попытке остановить игру в «шавку». По её словам, «актёры вели себя очень грубо, создавая атмосферу тюрьмы. Они затыкали несогласных, просили их удалиться, если не нравится. В ходе этой игры я увидела сексуальные домогательства, скручивание рук, раздевание до трусов». Ненашева ответила, что недовольным посетительницам предложили вернуть деньги за билеты и при необходимости возместить затраты на медицинскую помощь. Она добавила: «Показ везде преподносится как иммерсивное, нарушающее границы действие, которое предполагает взаимодействие со зрителями и актёрами в самых разных формах».
В июне показ постановки во Владимире не состоялся на запланированной площадке. По словам Ненашевой, проводить спектакль независимым площадкам запретила областная администрация. Показ прошёл на поле в 15 километрах от города под открытым небом. Однако на место сбора зрителей всё равно прибыли сотрудники полиции.

### Иммерсивный спектакль «Рейв № 228»

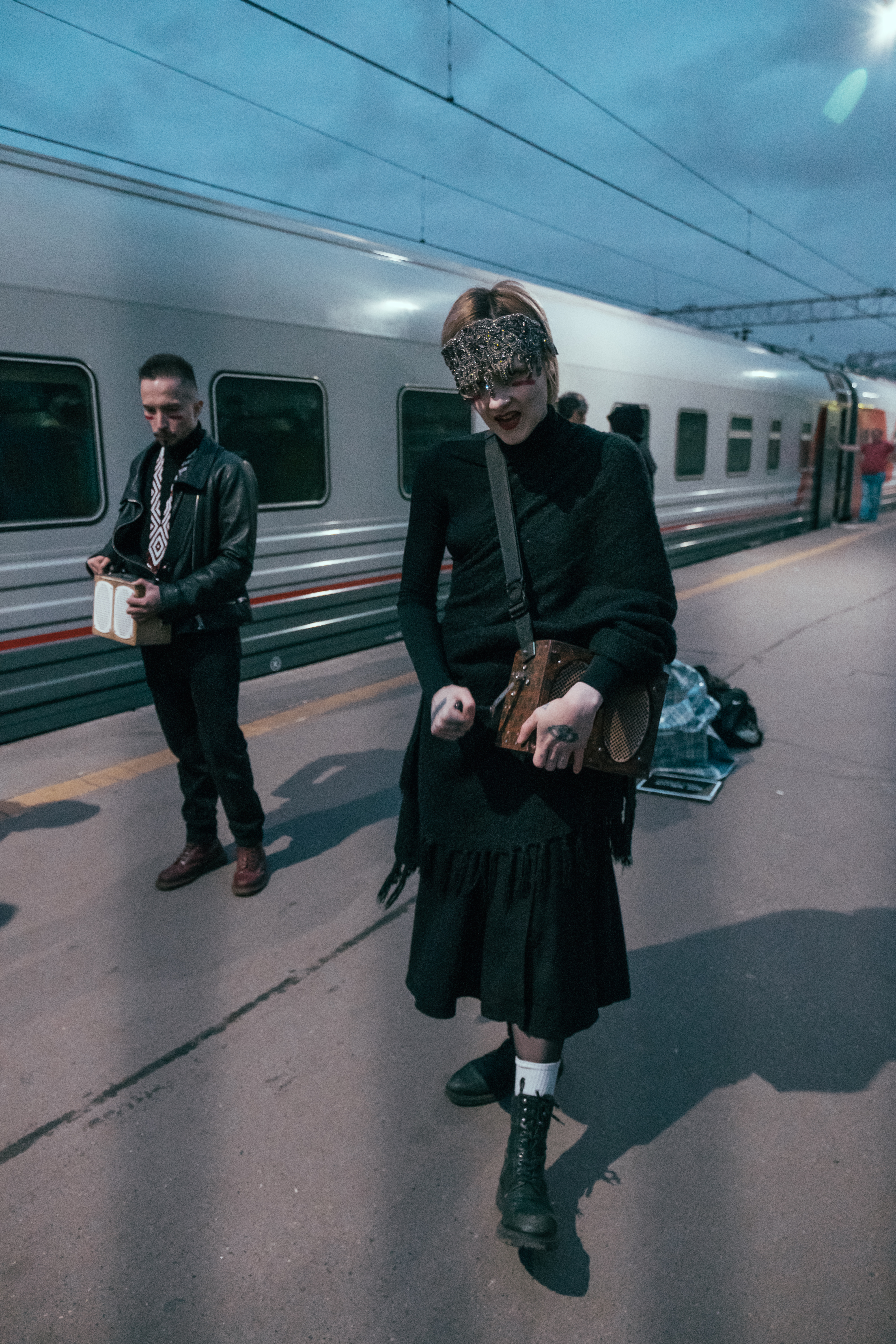
Саша Старость и Стас Горев во время проведения «техно-ритула» на премьере иммерсивного спектакля «Рейв № 228» 28 сентября 2019 года в Москве. Автор фотографии Наталия Буданцева

28 сентября 2019 года в Москве прошёл показ иммерсивного спектакля «Рейв № 228». Он позиционировался как «первый в стране спектакль о наркопотреблении». В проекте участвовали Саша Старость, Катрин Ненашева, Диана Мейерхольд, Константин Чаплий, Диана Буркот и другие.
Для спектакля был разработан чат-бот в мобильном мессенджере Telegram. Зрители искали по городу спрятанные «закладки», в которых были обрывки бумаги с кодовым словом. Это слово вводилось в чат-бот, и он отправлял в ответ одну из историй людей, связанную с темой наркопотребления, и давал координаты следующей «закладки». Последние координаты приводили на место сбора всех зрителей или в помещение, где совершались действия, завершающие постановку.
На первый же показ прибыли сотрудники полиции. Они объявили, что «проводят мероприятия в рамках антинаркотической операции „Мак“ и подозревают участников спектакля в обороте наркотиков». По словам Ненашевой, сотрудники полиции пытались увести несколько человек на досмотр, но после разговора с организаторами они отказались от этого решения, а постановку удалось доиграть до конца.
Один из организаторов, Константина Чаплия, говорил о появлении полиции:
Он взял абсолютно произвольного человека, объясняя это тем, что он обладает такими полномочиями. Он обвинял меня в хранении и распространении, пытался увезти в отделение на освидетельствование. В итоге этого не произошло, так как удалось договориться с теми, кто старше по званию.
Ненашева говорила о постановке:
Важно говорить все эти имена, ведь у нас нет историй журналистов, активистов, политиков, то есть более-менее медийных людей. Нам было важно рассказать истории тех, кто не обладает каким-либо медийным весом и, соответственно, большой общественной и юридической поддержкой.
В ноябре 2019 года на сайте театра «Театр.doc» появилось сообщение о том, что группа лиц подала жалобу на антироссийскую пропаганду в трёх спектаклях, проходящих в театре, в том числе «Рейв № 228». После подачи жалобы депутат Елена Ямпольская направила её в полицию и прокуратуру. В СМИ со ссылкой на адвоката театра Сергея Бадамшина сообщалось, что МВД проверит эти спектакли на пропаганду наркомании, гомосексуализма и терроризма. Через несколько часов Ямпольская заявила в социальных сетях, что направила жалобу в правоохранительные органы, следуя процедуре, прописанной в федеральном законодательстве, и не имеет прямого отношения к инциденту. В январе в СМИ было заявлено со ссылкой на Бадамшина, что проверка полиции завершена и вынесено постановление об отказе в возбуждении уголовного дела.

## «Психоактивизм»

### Цели «психоактивистов»
Саша Старость — основательница самоадвокатского движения «Психоактивно», выступающего за просвещение в области психиатрии и психического здоровья, защиту прав и поддержку людей с психическими отклонениями. Это группа, в которую входят художники, акционисты, журналисты, врачи, волонтёры и другие, многие из них являются носителями разных форм психических отклонений. Саша Старость говорила, что придумала идею организовать движение вместе с художницей Катрин Ненашевой. Впервые «психоактивисты» собрались в декабре 2017 года в Сахаровском центре в Москве на мероприятии «Психоактивизм: опыты, практики, тенденции», где представили свои проекты, обсуждали «юридические аспекты» и стигматизацию людей с психическими отклонениями. В материале от газеты «Московский комсомолец» от 8 мая о деятельности «психоактивистов» Ненашева рассказала:
Мы пытаемся разработать какое-то отдельное направление активизма, мы называем его психоактивизмом. Оно исследует границы нормы, психическую тему как таковую и работает с разными психиатрическими городскими институциями <…> возникла потребность создать сообщество людей, у которых есть психические расстройства, ментальные особенности, чтобы у них было поле для высказывания.
В той же статье Ненашева называет три основные цели «психоактивистов» на тот момент. Первое — дестигматизация. Это борьба с предрассудками о людях с психическими отклонениями, стремление к возможности открыто говорить о своём диагнозе и не опасаться осуждения. Второе — борьба с неадекватными методами лечения, недобровольными госпитализациями, «закалыванием препаратами». Третье — борьба за право на работу и жизнь в обществе.
Саша Старость подчёркивает, что «Психоактивно» — горизонтальная платформа, работающая по принципу равенства. По её словам, почти любой желающий может стать участником движения, а также приобщить свои проекты на похожую тематику. Также «Психоактивно» не занимается постановкой диагнозов и назначением препаратов.

### Первомайские шествия
В апреле 2018 года было анонсировано, что «Колонна людей с ментальными расстройствами примет участие в первомайской демонстрации в Москве и Петербурге под лозунгом „Психоактивно“». Предполагалось, что «на демонстрацию выйдут дети и взрослые с психическими расстройствами, волонтёры, правозащитники и все, „кому не безразлична тема жизни и прав людей с ментальными особенностями в России“».

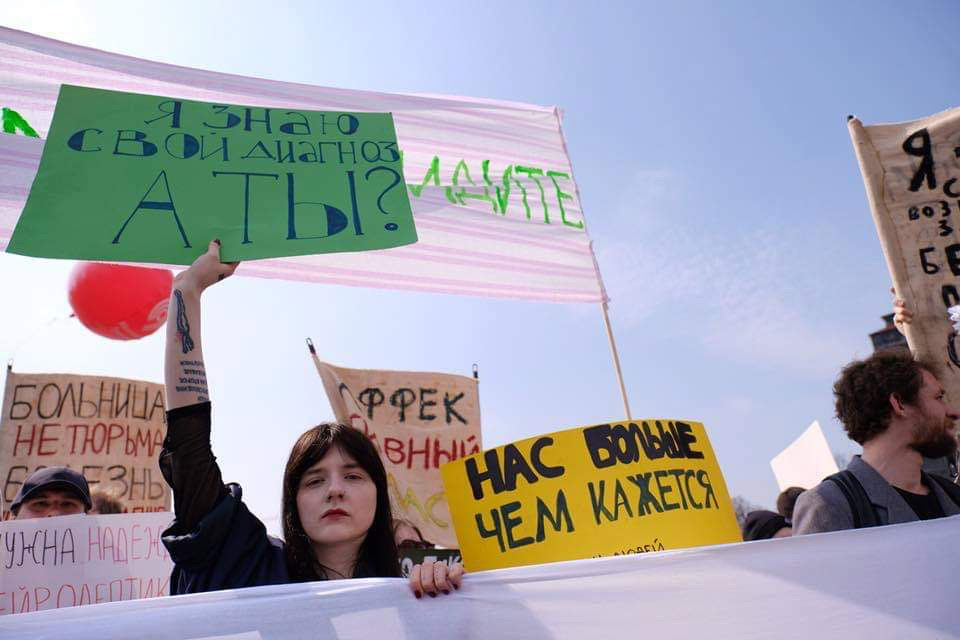
Саша Старость в колонне «психоактивистов» на первомайском шествии 2018 года в Москве. Автор фотографии Наталия Буданцева

1 мая в Москве колонна из 30 «психоактивистов» прошла на первомайской демонстрации с плакатами, посвящёнными теме стигматизации. На плакатах были надписи следующего содержания: «Лучшие друзья девушек — антидепрессанты», «Мы выходим из психо-„шкафа“ и ждем принятия, а не 100 лет одиночества», «Я знаю свой диагноз, а ты?», «Аффективный класс», «Хватит нас романтизировать, обесценивать» и другие. У Большого Москворецкого моста, на Васильевском Спуске, 25 участников колонны, включая Сашу Старость, Катрин Ненашеву и Алёну Агаджикову, были задержаны сотрудниками полиции, Росгвардии и ОМОН. Избежать задержания удалось только нескольким участникам. По словам участников колонны, сотрудники полиции объяснили задержание несоответствием содержания плакатов цели мероприятия и тем, что мероприятие не согласовано, хотя в первомайской демонстрации могли участвовать любые желающие и сама демонстрация была согласована с мэрией. Участники колонны отмечали также, что задержание было грубым. По словам Ненашевой, сотрудники полиции отбирали и разрывали плакаты, «Людей толкали, пинали, тащили по тротуару. У некоторых есть инвалидность, многие из задержанных имеют психические и ментальные расстройства. Часть активистов тащили по тротуару. У некоторых случились панические атаки». Также, по её словам, сотрудник ОМОН сказал: «Депрессии нет. Это вы её придумали». Спустя 3 часа задержанных отпустили без штрафа, после проведения «разъяснительной беседы». В пресс-службе МВД происшествие не прокомментировали. В материале от медиапортала «Такие дела» от 2 мая о задержании колонны Саша Старость сказала: «Я абсолютно убеждена, что менты видят: идёт колонна молодых людей, кто-то с татуировками, ещё и лозунги несут. У них четкая ассоциация с молодёжными бунтами, и первая реакция — надо сразу убрать».
В следующем году, чтобы избежать задержаний, «психоактивисты» объединились с «Левым блоком» и прошли вместе с другими колоннами по улице Заморенова к станции метро «Улица 1905 года» с лозунгами «Не стыдно, не страшно, не смешно!»; «Не обязаны скрывать»; «Ничего для нас без нас»; «Реабилитация, а не изоляция»; «Реформируй ПНИ».

### Критика психиатрии
Шествия колонны позиционировалось как российский аналог зарубежного Mad Pride, но с некоторыми существенными отличиями. По словам Саши Старость, зарубежные «прайд» и «психоактивизм», в частности в Канаде, имеют склонность к антипсихиатрии, в то время как движение «Психоактивно» не выступает против психиатрии как таковой и занимает нейтральную позицию, не ограничиваясь ни пропсихиатрией, ни антипсихиатрией. Однако Саша Старость неоднократно высказывала критику антигуманных проявлений психиатрии, таких как использование наручников при недобровольной госпитализации; использование грубой силы медперсоналом, даже тогда, когда в этом нет необходимости; гипердиагностика и утаивание диагноза от пациента; лишение личных вещей при помещении в больницу; пренебрежительное отношение к пациенту; низкая квалификация медперсонала и врачей. В материале от радио «Свобода» от 22 марта 2019 года о лишении дееспособности в ПНИ (психоневрологических интернатах) Саша Старость также высказала критику системы ПНИ:
Система психоневрологических интернатов – это устаревшая система, которая никому не дает ничего хорошего. Даже тюремное заключение ограничено по времени, если оно не пожизненное. И человека готовят к тому, что он освободится. ПНИ – это бессрочная тотальная институция, которая нацелена не на то, чтобы человека реабилитировать и выпустить, а на то, чтобы его изолировать. Там нет различия между уровнем функционала людей.
Однако в материале от медиапортала «Такие дела», упомянутом выше, она отметила, что плохое положение дел в ПНИ и ПНД (психоневрологических диспансерах) не должно дискредитировать психиатрию как таковую: «Да, есть система, она очень плохо устроена, в ней есть ПНИ, ПНД, в которых всё идёт не по плану и не по правилам, но это не дискредитирует саму идею психиатрии, наличие заболеваний и возможности их лечения».

### Фестивали
3 июня 2018 года в Москве в баре «Успех» «психоактивистами» был организован фестиваль «Психогорфест». В программе были анонсированы «лекции психотерапевта Александра Сосланда, психиатра Марии Гантман, соавтора книги „С ума сойти!“ Дарьи Варламовой, психоактивистов Саши Старость и Катрин Ненашевой», в том числе на тему помощи близким с психическими расстройствами. Также были заявлены «презентация книги „История меланхолии“ шведского антрополога Карин Юханинсон», две выставки и концерт нескольких музыкальных коллективов.
В феврале 2019 года фестиваль прошёл в Санкт-Петербурге в арт-пространстве «Бертгольд-центр». Целью фестиваля было «показать, какой дискриминации подвергаются в России люди с психическими расстройствами, а также объяснить, как страдающим этими заболеваниями перебороть страх и начать говорить о своём диагнозе». Программа фестиваля включала в себя лекции специалистов в области психологии, психиатрии и искусства, спектакль, документальный фильм про самоповреждение, дискуссия в рамках проекта «Живая библиотека», где в роли «книг» выступали люди с психическими расстройствами.

### Другие события
В августе 2019 года в Москве на Чистых прудах, у памятников Абаю Кунанбаеву и Александру Грибоедову, участницы движения «Психоактивно» Саша Старость, Катрин Ненашева и Лиза Меледина провели серию одиночных пикетов в поддержку Дарьи Беляевой, которую обвинили в контрабанде, приобретении и хранении наркотиков при попытке забрать на почте заказанный из Польши антидепрессант «Элонтрил», не запрещённый в России и необходимый ей для лечения психического расстройства. Участницы пикета демонстрировали плакаты с надписями «Я/Мы Дарья Беляева», «Депрессия тоже наказуема», «Страшно лечиться» и «Болезнь — не преступление».

## Музыкальное творчество
В материале издания Lenta.ru от 28 сентября 2019 года, посвящённом Саше Старость, она рассказала, что начала публиковать прозу и стихи в своём сообществе «Дешевые тексты и рингтоны от старухи» в социальной сети «ВКонтакте». Часть из стихов позже стали текстами песен. Первые музыкальные выступления прошли «в центре „Красный“ на „Красном Октябре“», а затем в клубе «Ионотека».

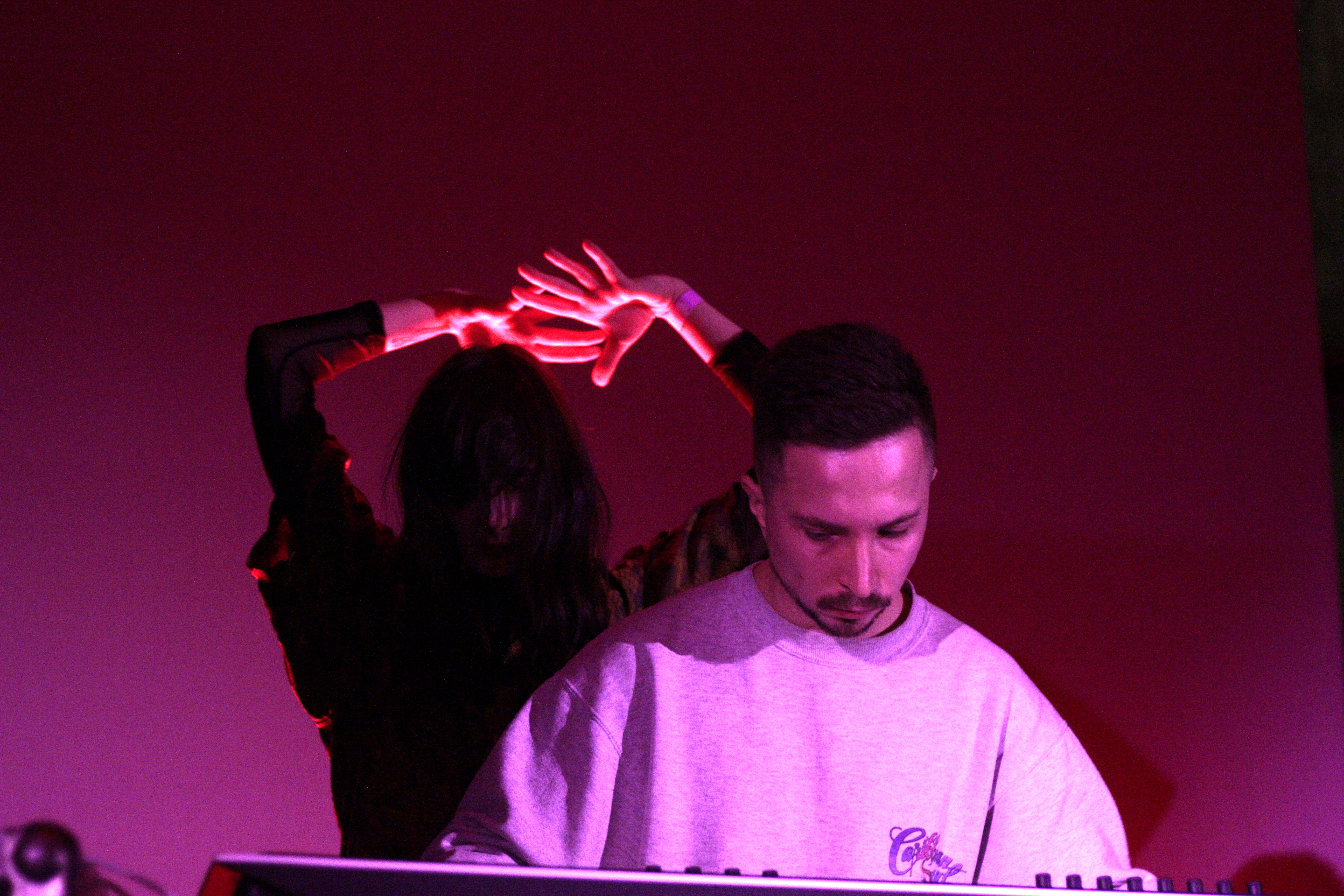
Старость и БензоЭлектро выступают на фестивале «Девушки поют» в клубе «Pluton» 1 марта 2019 года в Москве

7 марта 2017 года был опубликован EP Simulacra Esperanto & Старость на лейбле AVEC. На странице EP на сайте Bandcamp утверждается, что «проект был записан на кухне, в спальне и загородном доме в Москве летом 2016 года». В работе над ним принимали участие Simulacra Esperanto (музыка) и Саша Старость (вокал, текст), которая использовала метод нарезок Уильяма Берроуза при сочинении текста. Фото для обложки сделали Artur Lomakin и Masha Demianova.
30 мая 2018 года под именем «Старость» был опубликован EP Новое Время на лейбле AVEC. На странице EP на сайте Bandcamp утверждается, что в работе над проектом принимали участие Саша Старость (вокал, текст), «босс лейбла AVEC» Максим Назаров (музыка, продюсер), брэйккор музыкант из Нью-Йорка Билл Маттинсон (музыка), музыковед и автор песен, участник группы LAVA Фил Гинзбург (текст, вокал), Simulacra Esperanto (музыка), John Chang (гитара) и Alien Delon (мастеринг). Фото для обложки сделала Kate Kobzar. В материале от художественно-аналитического журнала «Дискурс» от 8 июля, посвящённом данному EP, работа была названа «популярной музыкой, вывернутой наизнанку». 8 августа на канале лейбла AVEC на сайте «YouTube» был опубликован видеоклип на песню «Джаст Ду Ит». В материале от издания Wonderzine от 9 августа, посвящённом данной песне и видеоклипу на неё, Фил Гинзбург рассказал:
Песня «Джаст Ду Ит» была написана под впечатлением от сообщества «Heaven’s Gate» — американской секты, члены которой считали, что всех заберёт Иисус на космическом корабле. В середине девяностых они узнали, что к земле летит комета, и восприняли это как знак и совершили массовый РОСКОМНАДЗОР, одевшись в одинаковые спортивные костюмы и накрыв друг друга фиолетовыми простынями. Но большинство людей, слышащих эту песню, из-за припева думают, что она повествует о быстром сексе.
Саша Старость отметила: «„Джаст Ду Ит“ не призывает абсолютно ни к чему, кроме внимательного отношения к выбору обуви».
В материале от издания Lenta.Ru, упомянутом выше, Саша Старость также рассказала, что, помимо песенного творчества, она участвовала в инструментальном проекте вместе с фолк-исполнительницей Ксенией Ат. Проект был назван «ANS — Babylon Horse». При записи использовался синтезатор АНС из Российского национального музея музыки. Авторы проекта вдохновлялись музыкой британской электронной группы Coil, в творчестве которой использовались звуки синтезатора АНС

## Личная жизнь
Саша Старость попала к врачу в первый раз в 4 года, потому что «просыпалась среди ночи от приступов клаустрофобии, начинала бегать по квартире, биться об углы, кричать, что солнце никогда не взойдёт».
В материале от журнала «Афиша» от 13 марта 2018 года, посвящённом Саше Старость, она рассказала, что с детства переживает психические расстройства, была многократно госпитализирована, в разное время ей были поставлены диагнозы биполярное аффективное, тревожное и фобическое расстройства, а также параноидная шизофрения.
Мне всё время было очень странно: я чувствовала, как всё меняется, мир становится другим, звуки искажаются. <...> Однажды я спала весь день, проснулась поздно вечером, успела что-то сделать по работе. А дальше всё начало меняться, шевелиться — например, странно себя вёл диван. Мне показалось, что у меня отнялись ноги, случился сердечный приступ, я начала слышать какие-то звуки. Я вспомнила, как до этого ела рис, и вдруг поняла, что он похож на опарышей. Меня охватила ужасная паника, я выбросила оставшийся рис, стала рыдать, меня трясло — я была уверена, что наелась червей. Я ползала по углам и искала, где они прячутся.
Однако она отметила, что шизофрения не является для неё морально тяжёлой: «Но я не могу сказать, что шизофрения для меня морально тяжела. Для меня она очень обыденна и очень интересна». В материале от радио «Свобода» от 22 марта 2019 года про лишение дееспособности в ПНИ Саша Старость рассказала, что была госпитализирована в общем счёте 5 раз с риском лишения дееспособности. Её «частный врач» поставил ей диагноз «шизоаффективное расстройство». В материале от медиапортала «Такие дела» от 2 мая 2018 года о первомайском шествии «психоактивистов» Саша Старость сказала, что 3 из 5 госпитализаций были принудительными.
В материале издания Theory & Practice от 13 мая 2019 года о людях с ментальными особенностями Саша Старость рассказала, что в 17 лет у неё появились дереализация и деперсонализация, а в 25 лет она пережила первый психоз. Из-за психических особенностей она не смогла поступить в первый класс, а позже подвергалась «сильной травле» в школе.
В первый класс меня не взяли, хотя я читала по-русски и по-английски, потому что я не понимала, что на собеседовании в школу нельзя 40 минут говорить о своей воображаемой черепахе.
Саша Старость не согласна с диагнозом «параноидная шизофрения», склоняясь больше к другим расстройствам шизофренического спектра, и называет себя «высокофункциональной» (это значит, что психические расстройства не лишили её умственных способностей и трудоспособности).

## Списки
| Акции и перформансы - Выступление «Милость к падшим» на перформансе «Я горю» (28 февраля 2018) - «На: память» (8 марта 2019) - Пикет в поддержку Дарьи Беляевой (август 2019) Спектакли - Иммерсивный спектакль «Груз 300 № 2» (2019) - Иммерсивный спектакль «Рейв № 228» (2019) | Демонстрации - Первомайское шествие «психоактивистов» 2018 года - Первомайское шествие «психоактивистов» 2019 года Фестивали - «Психогорфест» 3 июня 2018 года в Москве - «Психогорфест» в феврале 2019 года в Санкт-Петербурге Видеоработы - «Вам Конец» (2020) |

## Лекции
Радио «Зазеркалье»
- Саша Старость. Массовые психозы в Средние Века. Радио «Зазеркалье» (2 апреля 2018). — Меня зовут Саша Старость, и я веду лайв-трансляции по базовому психопросвещению и антистигме. Я люблю Средние века и люблю деконструировать культурные паттерны до самого донышка. Всем этим я теперь буду заниматься на новом сайте радио «Зазеркалье». Дата обращения: 2 января 2020. Архивировано 25 декабря 2019 года.
- Саша Старость. Большое сумасшествие — большая стигма. Радио «Зазеркалье» (24 июля 2018). — После нескольких недель отсутствия Саша Старость вернулась на радио «Зазеркалье» с собственной лекцией о токсичной заботе, патронирующем взгляде и изоляции, которые всё еще остаются главными составляющими стигмы. Дата обращения: 2 января 2020. Архивировано 29 сентября 2019 года.

Канал «#психоактивно» на сайте «YouTube»
- Саша Старость. ПсихАктЛекторий: Саша Старость «Нужна ли психиатру консультация философа?» «#психоактивно». «YouTube», «Google» (4 марта 2019). — Лекция Саши Старость, прочитанная 17 февраля на ПсихГорФесте в Санкт-Петербурге. Нужна ли психиатру, работающему с шизофреническим пациентом, консультация философа? Что такое метафизическая интоксикация и как она связана с архетипическим поиском большого смысла? Как и в чём выражается шизофренический отрыв от материального мира и почему это может быть важно для «здесь» части человечества? В этот раз в своей лекции для Психгорфеста Саша расскажет о неожиданных поворотах шизоидного и шизофренического сознания, влиянии шизо-компонента на философию, культуру и идеологию и расскажет о том, как могла бы выглядеть цивилизация, построенная шизоидами. Дата обращения: 2 января 2020. Архивировано 10 декабря 2019 года.

Опубликованные в формате видеотрансляции в сообществе «Трансухи от старухи» в социальной сети «ВКонтакте»
- Taniec Wojenny. live. «Трансухи от старухи». «ВКонтакте», «Mail.Ru Group» (18 сентября 2017). Дата обращения: 19 января 2020.
- Taniec Wojenny. Ещё раз. И с чувством. «Трансухи от старухи». «ВКонтакте», «Mail.Ru Group» (19 сентября 2017). Дата обращения: 19 января 2020.
- Taniec Wojenny. I think I'm paranoid. «Трансухи от старухи». «ВКонтакте», «Mail.Ru Group» (6 октября 2017). Дата обращения: 19 января 2020.
- Taniec Wojenny. А я демонов люблю я их вместе соберу. «Трансухи от старухи». «ВКонтакте», «Mail.Ru Group» (12 октября 2017). Дата обращения: 19 января 2020.
- Taniec Wojenny. А У Т И З М. «Трансухи от старухи». «ВКонтакте», «Mail.Ru Group» (21 октября 2017). Дата обращения: 19 января 2020.
- Taniec Wojenny. Аутизм аутизм это радость для нас пт2. «Трансухи от старухи». «ВКонтакте», «Mail.Ru Group» (25 ноября 2017). Дата обращения: 19 января 2020.
- Taniec Wojenny. Стигма - мама. «Трансухи от старухи». «ВКонтакте», «Mail.Ru Group» (16 декабря 2017). Дата обращения: 19 января 2020.

## Дискография
EP
- Simulacra Esperanto & Старость (2017)
- Старость — Новое Время (2018)

## Комментарии
1. ↑  Под именем Александра Старость была опубликована статья «Психиатр Лорен Моттрон: Я не верю в превосходство людей с аутизмом» в журнале «Сноб» (см. раздел «Библиография»). Под именем Александра Хейдиз была опубликована видеоработа «Вам Конец» (см. раздел «Списки»).
2. ↑  Под псевдонимом Taniec Wojenny был опубликован рассказ «Антипкина правда» (см. раздел «Библиография»). Также этим именем могут быть названы страницы в социальных сетях (см. раздел «Ссылки»).
3. ↑  Елена Масюк. Ломка. Омск. Если бы пытки имели категории жестокости, то СИЗО и колонии Сибирского региона точно боролись бы за общероссийское лидерство. Новая газета (14 мая 2018). — Материал, в котором можно прочесть историю Руслана Сулейманова. Дата обращения: 2 января 2020. Архивировано 14 мая 2018 года.
4. ↑  Саша Старость. «Это не наркотик, но, боюсь, следствие закроет на это глаза». Россиянку судят за покупку антидепрессантов. Это дело ставит под удар тысячи россиян. Lenta.Ru. ООО «Лента.Ру», ООО «Рамблер Групп», ПАО «Сбербанк» (28 октября 2019). — Материал, в котором можно подробнее прочесть о деле Дарьи Беляевой. Дата обращения: 2 января 2020. Архивировано 28 октября 2019 года.
5. ↑  Дешевые тексты и рингтоны от старухи. не до барыша, была бы слава хороша. «ВКонтакте», «Mail.Ru Group». — Сообщество в социальной сети «ВКонтакте», о котором идёт речь в материале издания Lenta.ru. Дата обращения: 2 января 2020.
6. ↑  Массовый РОСКОМНАДЗОР — массовый суицид.
7. ↑  Александра Хейдиз. Вам Конец. Это груз300. «YouTube», «Google» (19 февраля 2020). — Ссылка на видеоработу, опубликованную автором в свободном доступе. Дата обращения: 12 апреля 2020.
8. ↑  Несмотря на ироничные названия, у данных лекций средняя продолжительность около двух часов, и они имеют серьёзное научное и научно-популярное содержание.